# Ален Халиловић
Ален Халиловић (Дубровник, 18. јун 1996) хрватски је фудбалер који игра у везном реду. Тренутно наступа за холандски клуб Фортуна Ситард.
Као најмлађи играч који је наступао у Првој лиги Хрватске и као најмлађи дебитант хрватске репрезентације, сматрао се једним од најперспективнијих младих талената европског фудбала.
Дана 27. марта 2014. Барселона је постигла договор са загребачким Динамом о трансферу младог фудбалера. Међутим, за сениорски тим Барселоне наступио је само једном (у Купу краља), а већину сезоне провео је са Б екипом Барселоне. Потом је послат на једногодишњу позајмицу у Спортинг Хихон, а у јулу 2016. потписао је за Хамбург.

## Статистике

### Клуб
Ажурирано после утакмице одигране 2. фебруара 2020.
| Клуб                       | Сезона    | Лига    | Лига   | Национални куп | Национални куп | Европа  | Европа | Остало  | Остало | Укупно  | Укупно |
| Клуб                       | Сезона    | Наступи | Голови | Наступи        | Голови         | Наступи | Голови | Наступи | Голови | Наступи | Голови |
| -------------------------- | --------- | ------- | ------ | -------------- | -------------- | ------- | ------ | ------- | ------ | ------- | ------ |
| Динамо Загреб              | 2012/13.  | 18      | 2      | 0              | 0              | 3       | 0      | —       | —      | 21      | 2      |
| Динамо Загреб              | 2013/14.  | 26      | 5      | 6              | 1              | 8       | 0      | 1       | 0      | 41      | 6      |
| Динамо Загреб              | Укупно    | 44      | 7      | 6              | 1              | 11      | 0      | 1       | 0      | 62      | 8      |
| Барселона Б                | 2014/15.  | 30      | 4      | —              | —              | —       | —      | —       | —      | 30      | 4      |
| Барселона                  | 2014/15.  | 0       | 0      | 1              | 0              | 0       | 0      | —       | —      | 1       | 0      |
| Спортинг Хихон (позајмица) | 2015/16.  | 36      | 3      | 1              | 2              | —       | —      | —       | —      | 37      | 5      |
| Хамбургер                  | 2016/17.  | 6       | 0      | 1              | 1              | —       | —      | —       | —      | 7       | 1      |
| Лас Палмас (позајмица)     | 2016/17.  | 18      | 0      | 0              | 0              | —       | —      | —       | —      | 18      | 0      |
| Лас Палмас (позајмица)     | 2017/18.  | 20      | 2      | 1              | 0              | —       | —      | —       | —      | 21      | 2      |
| Лас Палмас (позајмица)     | Укупно    | 38      | 2      | 1              | 0              | —       | —      | —       | —      | 39      | 2      |
| Милан                      | 2018/19.  | 0       | 0      | 0              | 0              | 3       | 0      | —       | —      | 3       | 0      |
| Стандард Лијеж (позајмица) | 2018/19.  | 14      | 0      | 0              | 0              | —       | —      | —       | —      | 14      | 0      |
| Херенвен (позајмица)       | 2019/20.  | 14      | 0      | 2              | 0              | —       | —      | —       | —      | 16      | 0      |
| Свеукупно                  | Свеукупно | 182     | 16     | 12             | 4              | 14      | 0      | 1       | 0      | 208     | 20     |

### Репрезентација
Ажурирано од 18. јуна 2019.
| Хрватска | Хрватска | Хрватска |
| Година   | Наступи  | Голови   |
| -------- | -------- | -------- |
| 2013     | 3        | 0        |
| 2014     | 4        | 0        |
| 2016     | 2        | 0        |
| 2019     | 1        | 0        |
| Укупно   | 10       | 0        |

## Успеси
Динамо Загреб
- Прва ХНЛ (2): 2012/13, 2013/14.
- Суперкуп Хрватске: 2013.

Барселона
- Куп краља: 2014/15.

Извор: